# Casino de Paris (Film)
Casino de Paris ist ein französisch-deutsch-italienischer Revuefilm von André Hunebelle aus dem Jahr 1957.

## Handlung
Catherine Miller ist der Star im Pariser Casino de Paris. Hier hört sie der erfolgreiche Schriftsteller Alexander Gordy und bietet ihr an, die Hauptrolle in seinem neuen Bühnenstück zu spielen. Begeistert nimmt Catherine an und reist auf Drängen ihrer Mutter ohne im Casino zu kündigen nach Cannes, wo Gordy Proben anberaumt hat. Die Eltern nimmt sie mit.
In Cannes zeigt sich unterdessen Gordys Sekretär Jacques Marval verstimmt, ist er doch der Ghostwriter für sämtliche erfolgreiche Stücke Gordys, steht jedoch stets im Schatten des vermeintlichen Starautors, der zudem aufgrund seines Ruhms bei den Frauen leichtes Spiel hat. Jacques verliebt sich in Catherine, glaubt jedoch, Gordy habe sie verführen können und behandelt sie daher herablassend. Catherines Vater wäre der bodenständige Jacques als Schwiegersohn lieb, während die Mutter den reichen Gordy als Schwiegersohn bevorzugt. Der wiederum lässt die Zeitungen bereits von einer baldigen Hochzeit mit Catherine schreiben, dementiert dies jedoch vor der sich überrumpelt fühlenden Catherine.
Am Ende machen Catherines Vater, Jacques und der Chef des Casino de Paris Mario gemeinsame Sache: Jacques schreibt ein Stück über einen reichen Autor, der seine Stücke heimlich von seinem Sekretär schreiben lässt, und einer Frau, die zwischen den beiden Männern steht. Catherine soll die Hauptrolle übernehmen, weiß dies jedoch noch nicht. Sie erfährt es über Dritte am Telefon und vermutet eine Intrige, zumal sie so das Engagement bei Gordy verlieren würde. Erst Gordy klärt sie darüber auf, dass Jacques eigentlich sämtliche Stücke geschrieben hat, die ihn bekannt gemacht haben, und zu bescheiden war, um dies öffentlich vor ihr zuzugeben. Sie beginnt ihn zu suchen.
Wenig später stehen Catherine und Jacques im Casino de Paris auf der Bühne und spielen in Jacques Musiktheaterstück, das ein großer Erfolg wird.

## Produktion
Casino de Paris wurde vom 15. Februar bis März 1957 gedreht. Der Film erlebte am 26. September 1957 im Düsseldorfer Apollo seine deutschsprachige Erstaufführung.
Im Film sind verschiedene Titel zu hören, die von Gilbert Bécaud gesungen wurden: La machine à écrire, Square Sevrine, Le Médecin, Incroyablement und Filles et garçons. Alle französischen Lieder außer La machine à écrire wurden in der deutschen Tonfassung mit deutschen Texten präsentiert. Caterina Valente, die im Film ebenfalls zahlreiche Lieder singt, war mit Bécaud im Vorfeld in Pariser Clubs aufgetreten und nutzte ihre Popularität, um Bécauds Karriere auch in Deutschland zu fördern.

## Kritik
Der film-dienst nannte Casino de Paris 1957 eine „Dutzendgeschichte“ und stellte fest, dass der Regisseur Hunebelle „unter Einsatz reicher Revue- und Ausstattungseffekte keinen überraschenden, aber doch einen annehmbaren Unterhaltungsfilm mit heiterer Schaunote zuwege brachte.“
Das Lexikon des internationalen Films schrieb 1990, dass „der auch musikalisch matte Revuefilm […] nicht [hält], was die Addition internationaler Stars verspricht.“
Cinema fasste den Film als „Kitsch à la Valente: bunt und doch fade“ zusammen.